# Kabocha

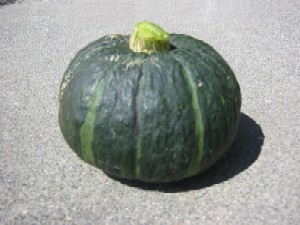
Fruit de kabocha du cultivar Akehime.

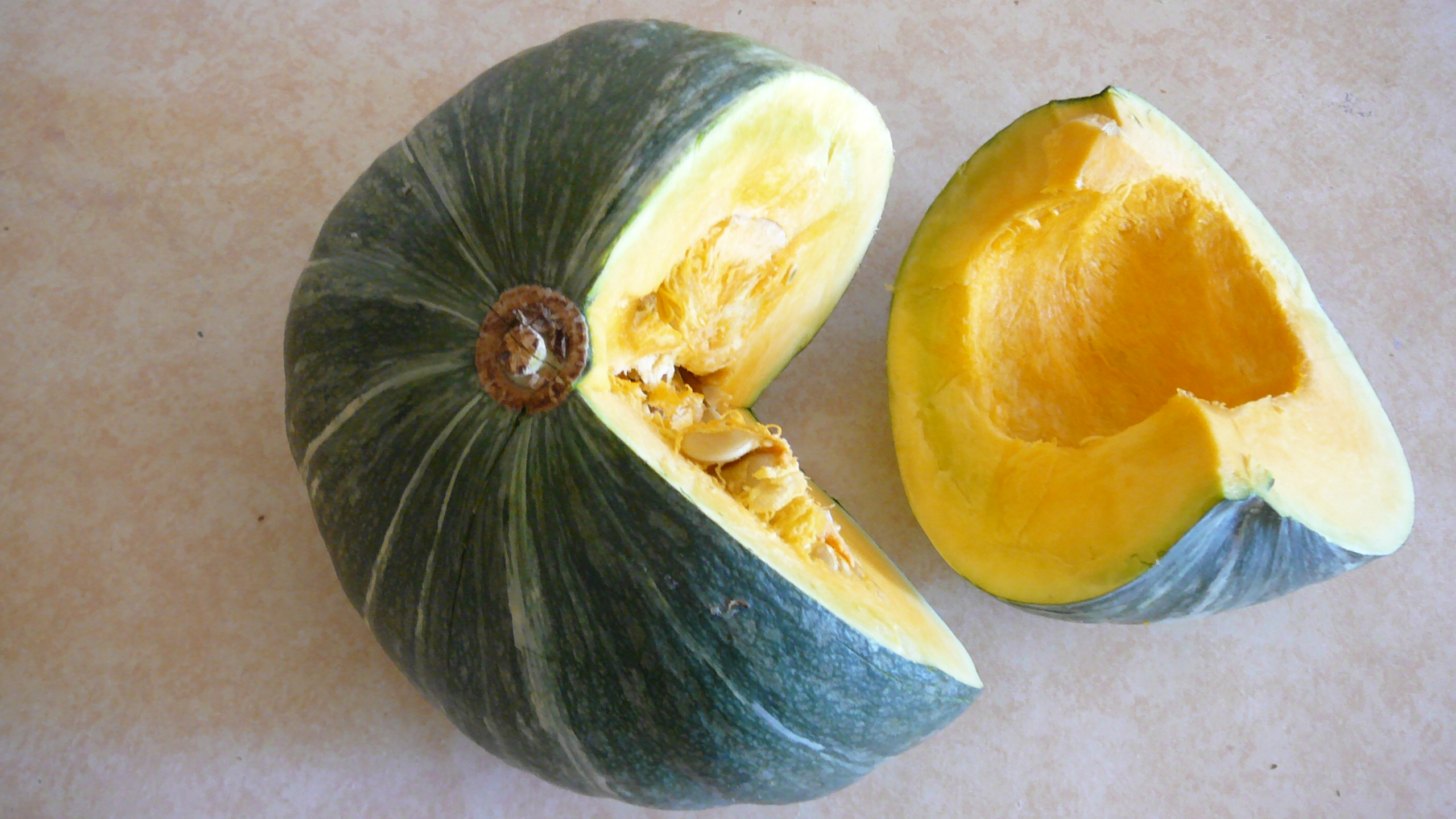
Kabocha coupé.

Les kabocha (« potiron » en japonais) sont un ensemble de cultivars de potiron (Cucurbita maxima) créés au Japon. Ils sont caractérisés par une chair ferme et goûteuse.

## Description
Le fruit en forme de sphère aplatie peut peser entre deux et quatre kilos.
Leur particularité est d'avoir l'écorce striée de veines plus claires, voire presque blanches. Les kabocha d'origine ont l'écorce verte mais d'autres couleurs ont été sélectionnées, particulièrement dans le sous-groupe potimarron.
Beaucoup de kabocha sur le marché sont des kuri kabocha (« potiron châtaigne » qui a donné « potimarron »), un type créé à partir de seiyo kabocha (courge Buttercup). Parmi les cultivars, on retrouve 'Akehime', 'Ajihei', 'Ajehei No. 107', 'Ajihei No. 331', 'Ajihei No. 335', 'Cutie', 'Ebisu', 'Emiguri', 'Miyako', 'Thunder F1' .

## Gastronomie
Le kabocha no amani (カボチャの甘煮), plat mijoté avec du dashi, du sucre et du shoyu, est un des plats familiaux les plus populaires au Japon. Le kabocha est aussi préparé en soupe ou en tempura.